# Wau
Wau (en árabe: واو Wāw; también Wow o Waw) es un pueblo situado al este de Sudán del Sur y en el costado oeste del río Jur. Es la capital del estado de Bar el Gazal Occidental en Sudán del Sur.
Construido inicialmente como una zariba (base fortificada) por esclavos en el siglo XIX, se convirtió en un centro administrativo durante la época de condominio anglo-egipcio en Sudán. Wau es cultural, étnica y lingüísticamente un pueblo mixto.
Durante la segunda guerra civil sudanesa fue uno de los pueblos protegidos por el gobierno, siendo escenario de numerosas batallas en la primavera de 1998.
Wau es también el lugar de nacimiento de los jugadores de la NBA Luol Deng y Deng Gai y de la modelo británica Alek Wek.
La infraestructura de la ciudad está en precarias condiciones. En 2005 ninguna de las calles estaba asfaltada y hoy en día sólo existe un puente de hormigón, el Puente Wau, que atraviesa el río Jur. El aeropuerto de la ciudad tiene una pista de tierra.
En 2010 el gobierno de Sudán del Sur presentó un proyecto para reconstruir la ciudad de Wau con forma de jirafa, emblema del estado de Bar el Gazal Occidental, pero la factibilidad del proyecto dependerá del posible financiamiento que pueda recibir, ya que el coste total sería de unos US$10 000 millones para la reconstrucción de todas las capitales estatales de Sudán del Sur.